# Vytautas Kaupas
Pour les articles homonymes, voir Kaupas.
Vytautas Kaupas, né le 1er avril 1982 à Vilnius, est un coureur cycliste lituanien.

## Palmarès sur route

### Par années
- 2003
  -  Champion de Lituanie sur route
- 2004
  - 6e étape du Tour de Bulgarie
  - 2e du championnat de Lituanie du contre-la-montre
  - 3e du Prix de la Slantchev Brjag
- 2005
  - 3e du Grand Prix de Lillers-Souvenir Bruno Comini
  - 3e de la Puivelde Koerse
  - 3e du championnat de Lituanie sur route
- 2006
  - Flèche du port d'Anvers
  - Gooikse Pijl
  - 2e du Grand Prix Raf Jonckheere
- 2007
  - Grand Prix de Beuvry-la-Forêt
  - 3e de la Zwevezele Koers
- 2008
  - 3e du Grand Prix Lanssens
- 2009
  - 2e des Deux Jours du Gaverstreek
  - 3e du Grand Prix Briek Schotte
- 2010
  -  Champion de Lituanie sur route
  - Grand Prix de Nogent-sur-Oise

### Classements mondiaux
| Année           | 2005 | 2006 | 2007 | 2008 | 2009  | 2010 | 2011 | 2012  | 2013 |
| --------------- | ---- | ---- | ---- | ---- | ----- | ---- | ---- | ----- | ---- |
| UCI Africa Tour |      |      |      | 177e |       |      |      |       |      |
| UCI Europe Tour | 415e | 331e | 271e | 636e | 1155e | 112e | 697e | 1090e | 773e |

## Palmarès sur piste

### Championnats du monde juniors
- 2000
  -  Champion du monde de poursuite par équipes juniors (avec Simas Raguockas, Tomas Vaitkus et Sergejus Apionkinas)

### Championnats d'Europe
- Brno 2001
  -  Médaillé d'argent de la poursuit par équipes espoirs